# Litotricia con láser
La litotricia con láser es un procedimiento quirúrgico para extraer cálculos del tracto urinario, es decir, riñón, uréter, vejiga o uretra.

## Historia
La litotricia con láser se inventó en el Wellman Center for Photo Medicine del Massachusetts General Hospital en la década de 1980 para eliminar los cálculos urinarios impactados.  Inicialmente Se utilizaron láseres de colorante de 504 nm, luego se estudiaron los láseres de holmio en la década de 1990. 

## Procedimiento
Un urólogo inserta un endoscopio en el tracto urinario para localizar el cálculo. El alcance puede ser un cistoscopio, ureteroscopio, renoscopio o nefroscopio. Se inserta una fibra óptica a través del canal de trabajo del endoscopio y la luz láser se emite directamente a la piedra. El cálculo se fragmenta y los pedazos restantes se recogen en una "canasta" y/o se eliminan por lavado del tracto urinario, junto con el "polvo" de partículas más finas. 
El procedimiento se realiza bajo anestesia local o general y se considera un procedimiento mínimamente invasivo. Está ampliamente disponible en la mayoría de los hospitales del mundo.

## Comparación
La litotricia con láser (LL) se ha evaluado frente a la litotricia extracorpórea por ondas de choque (ESWL), y se ha encontrado que ambas son seguras y eficaces. La ESWL puede ser más segura para cálculos pequeños (<10 mm), pero menos eficaz para 10-20 mm piedras. Un metanálisis encontró que la LL puede tratar cálculos más grandes (>2 cm) con buenas tasas de libre de cálculos y complicaciones.
La litotricia con láser de holmio tuvo un éxito inicial y una tasa de retratamiento superiores en comparación con la litotricia extracorpórea por ondas de choque (ESWL).
El láser de fibra de tulio experimental (TFL) se está estudiando como una posible alternativa al láser de holmio:YAG (Ho:YAG) para el tratamiento de cálculos renales. El TFL tiene varias ventajas potenciales en comparación con el láser Ho:YAG para litotricia, incluido un umbral de ablación cuatro veces más bajo, un perfil de haz casi monomodo y frecuencias de pulso más altas, lo que da como resultado tasas de ablación hasta cuatro veces más rápidas y tiempos de procedimiento más rápidos.

## Láseres
Se han utilizado láseres de colorante pulsado con diámetros de fibra de 200 a 550 micras para la litotricia de cálculos biliares y urinarios.
Los láseres Ho:YAG tienen una longitud de onda de 2100 nm (infrarrojos) y se utilizan para procedimientos médicos en urología y otras áreas. Tienen cualidades de láseres de CO2 y Nd:Yag, con efectos ablativos y de coagulación. El uso del láser de holmio da como resultado fragmentos más pequeños que los láseres de colorante pulsado de 320 o 365 micras o los métodos electrohidráulicos y mecánicos.
Se están investigando los láseres de fibra de tulio.